# Robert Coover
Robert Coover (ur. 4 lutego 1932 w Charles City, zm. 5 października 2024 w Warwick) – amerykański pisarz. Najbardziej znana jego powieść, The Public Burning (1977), opowiada o sprawie Rosenbergów metodą realizmu magicznego. Zaliczany do grupy najważniejszych pisarzy amerykańskiego postmodernizmu, takich jak Thomas Pynchon, John Barth, Walter Abish, Donald Barthelme oraz William H. Gass.

## Publikacje

### Powieści
- The Origin of the Brunists (1966)
- The Universal Baseball Association, Inc., J. Henry Waugh, Prop. (1968)
- The Public Burning (1977)
- Impreza u Geralda (Gerald's Party, 1986; tłum. Anna Kołyszko, 1995)
- Pinocchio in Venice (1991)
- John’s Wife (1996)
- Miasto widmo (Ghost Town, 1998; tłum. Tomasz Mirkowicz, 2001)
- The Adventures of Lucky Pierre: Director's Cut (2002)
- Noir (2010)
- The Brunist Day of Wrath (2014)

### Opowiadania, nowele, sztuki teatralne, wydania zbiorcze
- Pricksongs & Descants (1969) – zbiór opowiadań
- The Babysitter (1969) – opowiadanie
- A Theological Position (1972) – sztuka teatralna
- A Political Fable (1980) – nowela
- Służąca i jej pan (Spanking the maid, 1982; tłum. Marek Wilczyński, 1991) – nowela
- In Bed One Night & Other Brief Encounters (1983) – zbiór opowiadań
- Gus Burczymucha z „Chicago Bearsów” (Whatever happened to Gloomy Gus of the Chicago Bears, 1987; tłum. Michał Kłobukowski, 1991) – nowela
- Film rysunkowy (tłum. tłum. Michał Kłobukowski, Literatura na Świecie nr 10, 1989)
- Wieczór w kinie (A Night at the Movies, 1987; tłum. Michał Kłobukowski, 1991) – antologia tematyczna
- Dr. Chen's Amazing Adventure (1991) – nowela
- Briar Rose (1996) – nowela
- The Grand Hotels (of Joseph Cornell) (2002) – nowela
- Stepmother (2004) – nowela
- A Child Again (2005) – zbiór opowiadań

### Eseje
- The End of Books (1992)